# Кочан
Вижте пояснителната страница за други значения на Кочан.
Ко̀чан (старо паралелно име: Ко̀чен) е село в Югозападна България. То се намира в община Сатовча, област Благоевград. До 1978 година Кочан е общински център, но с прокарването на път номер 197 от Гоце Делчев до Доспат през село Сатовча и обособяване на новата административна система, общината е преместена в Сатовча.

## Население

### Етнически състав
Преброяване на населението през 2011 г.
Численост и дял на етническите групи според преброяването на населението през 2011 г.:
|                     | Численост |
| Общо                | 2615      |
| Българи             | 1390      |
| Турци               | 4         |
| Цигани              | 44        |
| Други               | 52        |
| Не се самоопределят | 15        |
| Неотговорили        | 1110      |

## География
Село Кочан е разположено в Югозападна България, на около 10 km от границата с Гърция, в Западните Родопи. То попада в историко-географската област Чеч. Землището на селото има 32,783 km2 площ. Площта на плодородната долина, в която е разположено Кочан, е около 5 km2.
Кочан е обградено от високи полегати върхове, най-високият, от които е Марашова чука – 1414 m. Други по-високи върхове са Бельовица – 1363 m, Тузлата – 1309 m, Могилата – 1287 m, Атипова чука – 1183 m, Кулата – 1165 m, Дъбовик – 1159 m, Пирамидата – 1125 m, Даутев гроб – 1123,5 m, Чинджово – 1122 m, Трифуда – 1077 m, Челков рид – 1052 m и други.

### Геология
В землището на Кочан има стари докамбрийски скали от гранити и риолити, приличащи по цвят на санктпетербургските рапакиви, както и жълтеникави скали. В южната част на землището има ивичести гнайси и талкови орудявания, на места покрити с плитки мраморизирани родопски карсти, с висока степен на кристалинност. В близост до останките на древните селища има варници. В северната част на землището има плеоценски наслагания, представени от пясъци, чакъли и глинести прослойки. Установени са и локални залежи на въглища, които според мястото си на образуване се отнасят към лигнитните, свързани с блата и езера. В съседство с тях се намира карстов терен, формиран от дебелослойни, силно натрошени мрамори. Той се простира на 4 km2 площ. Градиентът на издигане на терена в землището на Кочан е от +4 до +5 mm годишно.

### Почви
Почвообразуващите скали в землището на Кочан са гранити и риолити, богати на калиеви фелдшпати, кристални шисти и карбонатни скали. На тази основа в землището преобладават кафявите горски алувиално-ливадни почви. В северната част на землището и в местността „Елвицата“ има и червена глина, а в местността „Умата“ се среща хума.

### Води
През землището на Кочан текат реките Кочанска, Доспат и Марулевска. Северно от Кочан се намира най-големият карстов извор в родопския рид Дъбраш – „Изора“. Той формира подводна пещера с дължина 104 метра. Дебитът му варира от 12 – 14 l/s през есенното маловодие до 150 l/s през пролетно-лятното пълноводие. От извора води началото си Кочанската река, както и водоснабдителната мрежа на селото, което е причина за пресъхване на реката по време на маловодието. На 2 km северно от извора водите на река Кору дере пропадат и чрез флуоресцин е установено, че са нужни 10 часа на водата, за да се покаже отново на извора при денивелация 105 метра. Това кара учените да смятат, че в карстовата система има подземни реки, езера и пещерни системи. Освен „Изора“, в коритото на Кочанската река има още четири по-значителни извора, като проучвания от периода 1978 – 1992 година показват, че максималният им сборен дебит е 200 l/s, а температурата на водата е 12 °C. Минималният дебит на изворите е 10 – 11 l/s. Малките извори са стотици, а чешмите над 200.
Поради повишаването на консумацията на вода в селото и намаляването на валежите и дебита на изворите, в Кочан има недостиг на вода. Проучват се няколко извора, които биха могли да бъдат включени към водопроводната система. При проучването на евентуален извор в местността „Изток“ през 2007 година е открита пещера. Край селото са изградени воден резервоар и пречиствателна станция.

### Климат
Землището на село Кочан принадлежи към преходно-средиземноморския ареал. Влиянието на Средиземно море се чувства до надморска височина 1200 метра, над която се изразяват белезите на планинската климатична област – интензивни валежи от дъжд и сняг. Зимата е мека с продължителност на снежната покривка 28 – 30 дни в ниските части и 100 – 110 дни във високите части. Лятото е топло с лека прохлада. Мъглата е рядко явление, а годишните валежи достигат до 850 mm. Средната годишна температура е около 12 °C. През лятото въздушният поток идва от Средиземно море, а зимата се наблюдава местния „Барутински вятър“, духащ в посока от изток към запад.

### Флора
В землището на Кочан се намира най-големият естествен брезов масив на Балканите. Голяма част от брезовата гора е изсечена с цел засаждане на иглолистни дървета, които са по-податливи на обработка и са предпочитан дървен материал. Преди около 100 – 150 години, според предания, брезовият балкан се е простирал чак до местността „Ливадето“, но е бил унищожен от горски пожар в южната си част. Към днешна дата брезовият балкан обхваща местностите Суватя, Широка поляна, Мараша, Тузлата, Бельовица, Редовна нива, Тарахово (Тараву), Църквата, Дорсунов гроб, Събътъка и други. Брезови усойки и млади брезови горички има пръснати по цялото землище на селото. В брезовите гори виреят риган, жълт кантарион, иглика, мъжка папрат, лайка, мащерка, черен бъз, горска ягода и различни видове гъби, като манатарка, брезовка, пачи крак, сърнела, печурка, булка и други.
Освен брези се срещат и габър, дъб, леска, бяла и черна елша – характерни за южната част на землището и поречието на Кочанска река. В северната част има борови и смърчови гори, както и в местностите Гармадето, Усоя, Чулейца, Брезовец, Усойчето, Трифуда, Пейва ливада, Църнока, Курията, Кулата, Висока магилца, Галата, и други. Освен на гори, Кочан е богато и на естествени ливади и пасища за добитъка.
По време на тоталитаризма населението е принудено да остави животновъдството като основно препитание и да се заеме със земеделие. Голяма част от землището на селото е превърнато в ниви: изсечени са горички и усойки, разорани са естествени ливадни площи и дори античното и средновековно селище в местността „Заимова чука“ е превърнато в нива. След 1990 година се наблюдава отлив от земеделието, като към 2008 година около половината ниви и ливади не се експлоатират, а в землището на селото брезовите масиви се възстановяват, покривайки изоставените площи и склоновете на хълмовете, които преди са били използвани за пасища от АПК и ТКЗС.

### Фауна
В река Рата и в микроязовирите се среща пъстърва и черна мряна. Представители на семейство птици са бял щъркел, осояд, лещарка, глухар, горски бекас, гълъб хралупар, сив кълвач, черен кълвач, пернатонога кукумявка и врабчова кукумявка. Типични представители на бозайниците са прилепи, сърна, благороден елен, дива котка, вълк и златка.

## История

### Античност
Село Кочан има богата история. Селищата в околността са съществували от 4-тото хилядолетие пр. Хр. Според някои научнопопулярни източници районът е бил населяван от тракийското племе травси. През V век пр. Хр. регионът е завладян от Ситалк и попада в Одриското царство. След смъртта на Котис I през IV век пр. Хр. Одриското царство се разпада, което е идеален повод Филип II да завладее този отдалечен от Севтополис край. Земите на Кочан, или по-точно на предшестващите го тракийски селища, посрещат и властта на Александър Македонски, оставайки в пределите на Древна Македония чак до I век пр. Хр. Тогава Македония отслабва от конфликта с Римската империя и тракийските племена от региона често изпълняват поръчкови мисии за римляните. През I век селищата от региона попадат под римска власт. За това свидетелстват римските гробове на края на селото. Окончателното настаняване на римляните по този край става през II век – тогава е изграден римският град в местността „Изток“, проучван от полски археолози през 1970-те. При разкопки, набези на иманяри или случайно в землището на Кочан са откривани тракийски, македонски, римски и византийски монети и артефакти.
След разделянето на Римската империя, през IV век Кочан все още не съществува, но регионът и околните селища стават част от Византия. Около VII век тракийските селища в региона се консолидират по склоновете край по-широката част на долината на пълноводната в миналото Кочанска река, макар и да пазели известна дистанция. До средата на XX век Кочан е било разделено на махали, които не са били свързани, а центърът на селото е представлявал гробище и градини с коноп.
Край Кочан са открити праисторически, антични и средновековни селища, късноантични некрополи, гробници и укрепления. Тракийски селища в землището на селото е имало в местностите Кравек, Дълбоки дол, Квачево, Луковица, Чинджово, Изток, Балева нива, Широка поляна, Ливадето, Висока магилца, Заимова чука, Падибога, Селище, Кирмикя, Кальовище, Редовна нива, Ушите и Рата. Селището в местността Изток по-късно е разширено и използвано от римляните. Местното население било слабо романизирано – в околностите на Кочан са открити артефакти, свидетелстващи, че населението е запазило тракийската си култура чак до VI–VII век сл. Хр. В местността Заимова чука е открит 30-метров зид, останал от праисторическо, антично и средновековно селище, съществувало от около 3000 година пр. Хр. до X–XI век. В селището са открити изобилни фрагменти от керамични съдове. Разкопките на обектите са водени от проф. Диана Гергова в периода 1974 – 1981 година.
В землището на Кочан са открити много предмети с висока стойност, като монети и златни украшения в местността Изток, сребърни огърлици и бойни снаряжения в местността Ливадето, керамични съдове и масленозелени стъклени чаши в местността Чинджово. В местността Кравек са открити метални останки, свидетелстващи за наличието на металодобив и металообработка. Открити са и следи от работилници за тънкостенни, фино украсени керамични съдове. При входа на гробницата в местността Висока магилца са открити оловни парчета. Очевидци споделят, че при иманярски набези са били откривани монети, златни съдове, обкови на каляски, амфори, пръстени, украшения и снаряжения.
През 2001 година в землището на село Кочан, в каменна гробница е открит рядък тракийски меч с датировка от втората половина на IV до средата на III век пр. Хр. Мечът е дълъг и наподобява копие. Дръжката и острието му са с почти еднаква дължина. Оръжието има дължина 128 сантиметра, като в последните 52 сантиметра мечът има почти правоъгълна форма. Острието е режещо само от едната страна, като дължината му е 76 сантиметра, а ширината – 4. Има два жлеба от тъпата страна, а в началото на острието има останка от желязна халка, предназначена за закачане на меча на ремък и носене на гръб. Този тип меч е известен като ромпая или румпия на латински, или ромфея на старогръцки. Мечът е бил носен от пехотинец, а с него се е боравело с две ръце. Притежателят на меча вероятно е бил наемник в състава на древномакедонската или древногръцката армия.
В центъра на Кочан до 50-те години на XX век е съществувал римски мост, част от древния път Петрелик – Места – Абланица – Бистрица – Крибул – Кочан – Ваклиново – Осина – Любча. Пътят продължавал към долината на Марица. Отсечката от Кочан до Ваклиново също е съществувала допреди няколко десетилетия, но при асфалтирането на селото и региона мостът е съборен, а върху стария път е положен асфалт.

### Средновековие
По време на Великото преселение на народите местните траки се смесили със славянското племе драговити, което населило територията от река Рата назапад. Това е причината във фолклорен план Кочан, а и околните села, да спадат към македонската фолклорна и диалектична група, вместо към родопската, която е повлияна от смоляните.
Данните от този период са оскъдни. Като се има предвид, че властта на Алексий Слав се простира над Родопите и над Пиринско и Мелнишко, можем да заключим, че Кочан евентуално е попадало във владението на деспота през XIII век.
По същото време към този край настъпват и османлиите. Джамията в селото се казва Султан Баязид. Вероятно е Кочан да е било в удобна за османлиите позиция при конфликтите им с тогавашните владетели на кочанско.
За да се спасят от епидемия, част от кочанци се заселват в местността Цидаров дол, основавайки село Марулево, днес Ваклиново. Други кочанци създават село Осина, а трети Фъргово. И до днес тези села, заедно с Жижево, са силно обвързани с Кочан.
В документ на Найден Геров, в качеството му на руски консулски агент в Пловдив, от 1859 година се споменава, че населението от Доспатските планини се навдигнало на бунт заради недоволство от високите данъци. Местното население се занимавало с текстил – произвеждало дрехи от вълна, лен и коноп, а налозите върху тази продукция осигурявали облекло за османската армия. Началникът на охраната бил набит, меджилисът разгонен и мюдюринът отведен в плен. Чак до средата на XX век кочанци се занимавали с овчарство и текстил, когато стадата биват раздържавени, а градините с коноп, като тези в центъра на селото, унищожени и преразпределени.
През 1876 година някои кочанци са набрани в отряда на Ахмед ага Барутанлията и участват в Баташките събития. Впоследствие едно осиротяло момче от Батак е осиновено в Кочан и получава името Мустафа (Мутьу) Садъков, което, след като пораства, напуска селото.
В XIX век Кочан е мюсюлманско село в Неврокопска каза на Османската империя. В „Етнография на вилаетите Адрианопол, Монастир и Салоника“, издадена в Константинопол в 1878 година и отразяваща статистиката на населението от 1873 година, Кочен (Kotchen) е посочено като село със 100 домакинства и 280 жители помаци. В 1899 година селото има население 973 жители според резултатите от преброяване населението на Османската империя. Съгласно статистиката на Васил Кънчов („Македония. Етнография и статистика“) към 1900 година Кочанъ (Коченъ) е българо-мохамеданско селище. В него живеят 773 българи-мохамедани.

### След Руско-турската война
През 1912 година, по време на Балканската война, Кочан попада в пределите на българската държава, въпреки съпротивата на местното опълчение. Кочанци, заедно с опълчението от околните села, пресрещнали българската армия в местностите „Калята“, „Тузлата“ (сатовска) и „Майоров гроб“, където, както се подразбира от името на местността, бил убит висш офицер от българската армия. Местното опълчение очаквало армията да дойде от малко по на изток и за това се било окопало и в местностите Чарджик и Конски дол, където и до днес личат окопи. След като опълченците осъзнали, че нямат шанс срещу добре организираната българска армия, решили да се върнат по домовете си и да оставят на отстъпващата османска армия да се оправя сама. По време на опълчението умира един човек от Кочан, от рода Лангурови вследствие на приятелски огън – през нощта опълченците пълзешком се домъквали до центъра на самото бойно поле и събирали муниции и други ценни неща от убитите през деня. Един кочанец от рода Кискиневи се връщал от акцията, но не бил разпознат от своя съселянин, който го прострелял. По-късно покосеният опълченец умрял на път за Кочан, а изстрелялият смъртоносния куршум го придружавал неотлъчно, плачейки през цялото време.
След насилственото покръстване от края на 1912 година и избухването на Междусъюзническата война през 1913 година в Кочан била организирана чета, която да противодейства на българската армия и хайдушки дружини, с което Кочан се включва във въстанието, довело до появата на тъй наречената Гюмюрджинска република. Кочанската чета действала заедно с четите от селата Ваклиново, Любча, Вълкосел и Доспат. Тези чети се състояли от по 30, 50 или 60 души. В нощта на 26 срещу 27 септември 1913 година те извършват нападение срещу заставата на граничната стража в село Чавдар. След анексията на самопровъзгласилата се Гюмюрджинска република от Царство България в края на 1913 година страхът от отмъщение или от повторно покръстване е голям и през 1914 година 15 семейства от Кочан се изселват в Турция – тъй наречените „маджири“ (от арабски „мухаджир“ – преселник), включително и семейството на най-богатия човек в селото – Хаджията, чиято къща стои запазена в центъра на селото до началото на XXI век, когато е съборена с цел разширяване на бар „Роял“. През 1923 година Гърция прогонва всички помаци от гръцкия Чеч. По-голямата част от помаците от този регион бягат в Турция, но една част от жителите на село Манастир намира подслон в Кочан и в други села, намиращи се в България. За две години те събират средства за преселение в Турция, следвайки своите бивши съселяни и през 1925 година тръгват, повличайки и част от кочанци със себе си. Има и такива жители на Манастир, които остават в Кочан, като например семейство Маджирски. През 1927 година в Гулевата махала са настанени българи-християни – бежанци от Беломорието. До 1989 година всички те, заедно с наследниците им, вече са емигрирали към вътрешността на страната.
Емиграцията продължава и в следващите години, тъй като населението било изплашено, забравено от властта и потънало в мизерия. Хората вече не издържат и започват да мислят за бягство в Турция през Гърция. Охраната по границата е затегната. През месец май 1934 година министърът на войната изпраща съобщение до Министерството на вътрешните работи:
„На 11 май н.г. през нощта са избягали неизвестно где 6 помашки семейства (16 души) от с. Кочан и Жижево. Един от бегълците разправял, че през февруари т. г. в с. Копривлен е ходил един търговец грък от Драмско, дошъл в България с паспорт, който убеждавал помаците да се изселят, като казвал, че в Гърция и Турция било много добре и че избягалите помаци били подпомагани с пари, храна и земя.“
По време на Втората световна война в Кочан са настанени немски войскови части, които се отнасят приятелски с населението. След обръщането на България срещу Германия, Кочан дава своя принос за изтласкването на немските войски, като в армията постъпват и кочанци. Петима от тях оставят костите си на бойните полета в Унгария. На загиналите във войната кочанци е изграден паметник в центъра на селото, на който ежегодно се поднасят цветя.
През април 1972 година село Кочан става жертва на Възродителния процес. След като петима младежи от Сърница убиват полицая в тяхното село по повод отнета шофьорска книжка, четирима от тях правят опит да избягат в Гърция, но са заловени в Кочан, където временно получават убежище. Властите вменяват колективна вина на селото, след което под претекст реванш сменят имената на кочанци без сериозни произшествия. Не са сменени имената само на местните комунистически активисти, които си били запазили българските имена от злополучния опит за „възраждане“ от 1964 година. Процесът е ръководен от Борис Аврамов. Надгробните плочи с изписани имена са счупени. Изключение правят само надгробните плочи от имамското гробище зад джамията, които са предварително заровени.
На 18 юни 2009 година лидерът на политическата партия ДПС Ахмед Доган посещава село Кочан във връзка с предизборната кампания за Парламентарни избори 2009, където изнася скандална реч, с което село Кочан попада в централните емисии на новините и вестниците.

### Етимология
Една от теориите за името на селото гласи, че то произлиза от думите „коч“ и „хан“. На времето в селото е имало хан (местните пропускат звука „х“) в съседство до пазар за кочове. От там и Коч-(х)ан.
Алтернативни теории гласят, че името на селото произлиза от името на някой си Кочо, който се заселил в него и го основал. Според някои местни предания Кочо е притежавал хан в центъра на селото. Друга е версията за паралел между сегашното име на селото и думата кочан в смисъл на царевичен кочан. Все пак допреди около сто години селото се е казвало Кочен, а освен това царевицата е донесена в Европа едва към XV–XVI век и ако името на селото преди това е било друго, би трябвало да е документирано в османските регистри. В тях селото се споменава с имена Кочи (на османски турски: قــوﭽـي) и Кочан (на османски турски: قــوﭽــان).

## Религии
Древното население, обитавало региона, изповядвало общата тракийска религия. За това свидетелстват светилищата в покрайнините на село Кочан и откритите артефакти. Предполага се, че към IV век населението на Кочан е било покръстено, но не са открити никакви доказателства в подкрепа на това твърдение. Спомен от християнство са останките на църква в местността Църквата, разположена северно от селото. Някои учени са на мнение, че християнството никога не намерило привърженици в тези земи, тъй като местното население винаги било в конфликт с гърците-християни и не искало да попадне под властта на гръцките духовници, нито да плаща църковни данъци на алчните гръцки владици. Дори е възможно да е останало езическо до сравнително късен период, тъй като даже и след покръстването през IX век в пределите на тогавашна България все пак останали и езичници. На базата на ненаучни източници се изказват мнения, че ислямът идва в Кочан в периода VIII–X век по време на войните на Халифата с Византия. Приема се дори, че има вероятност арабска армия или мисионери да са достигнали до Кочан или в Кочан да са били изселени мюсюлмани, попаднали в граничната зона на Византия с Арабия. Смята се, че богомили, павликяни и арабски пленници и погранични населения на Византия са били изселвани в Тракия и Родопите между VIII и XIII век. В Кочан допреди няколко десетилетия е живяло семейство Сафиеви, чиито наследници днес живеят в съседното село Ваклиново. Освен това в Кочан има и семейство Дервишеви, което също е признак за дейността на ислямски мисионери-дервиши.
Най-ранният писмен османски документ относно Кочан е от 1477 година. Документът представлява списък на доганджиите (соколарите) в европейската част на османската империя. Споменава се, че от Кочан има 7 мюсюлмани чифтлу, тоест мюсюлманини с един или повече чифта земя, 1 бенак, тоест мюсюлманин с половин или по-малко чифта земя и 13 неженени в тимара на Сюлейман и синът му Али. Според информация, публикувана в енциклопедично издание, в което не са посочени източници, османски регистър на доганджиите от 1482 година се интерпретира като свидетелство, че по това време в Кочан живеят християни. Тази интерпретация пропуска факта, че в османските документи от това време населението се дели на мюсюлманско и немюсюлманско, а не на мюсюлманско и християнско.
Според плочата над входа на джамията, тя е построена през 1545 година по време на управлението на султан Сюлейман I.
През 1912 година българската армия присъединява Кочан към Третата българската държава. На населението е поставен ултиматум: да приеме християнството или смърт. Докато в съседните села бива извършен геноцид, една част от кочанци избира да приеме християнството и се спасява от клане, а друга търси убежище при роднини и познати в гръцкия Чеч и след утихване на положението се завръща в Кочан. Кметът и имамът в селото събрали хората и им казали, че според Корана, човек може да приеме друга религия, ако бъде заплашен със смърт, но в сърцето си трябва да остане мюсюлманин. Когато българската армия пристигнала, тя подкопала основите на джамията, вследствие на което храмът рухнал. В Кочан била установена църква и бил назначен свещеник. Не след дълго, когато България влиза в Междусъюзническата война през 1913 година, църквата е разпусната, свещеникът изгонен, джамията построена отново, а ислямът напълно възстановен.
Според Димитър Гаджанов в 1916 година в Кочан, Бръщен, Жишево, Любча, Марулево, Усина и Црънча живеят 2416 помаци.
По време на тоталитаризма в Кочан, както навсякъде в България, вероизповеданията са забранени. Достъпът до джамията ограничен, имуществото ѝ разграбено, а на 22 февруари 1987 година се стига дотам, че минарето на джамията е съборено върху останалата част на сградата. Веднага след падането на режима е предприето възстановяване на джамията, което завършва на 2 декември 1990 година от Хюсеин Алиев Бошнаков и Люман Сулев.
В Кочан има образувано македонистко дружество на така наречените „македонци-мюсюлмани“ „Сонце“ (Слънце), начело с Дамян Искренов, представител на Световния македонски конгрес за България. Андон Искренов, брат на Дамян Искренов, е основател на „Сдружение на помаците в България за култура и евроинтеграция“. След демократичните промени 924 души от Кочан подписват декларация против действащи промакедонистки и протурски организации в региона, подчертавайки, че са мюсюлмани и това е най-важното за тях.

## Етнография
| Настоящо име                                                        | Кочан                     |
| Старо паралелно име                                                 | Кочен                     |
| Нарицателно                                                         | Кочанец, кочанка, кочанци |
| Историко-географска област                                          | Чеч                       |
| Брой къщи към 1873 година според ЕВАМС                              | 100                       |
| Брой жители от мъжки пол към 1873 година според ЕВАМС               | 280                       |
| Брой къщи към края на XIX век според Стефан Веркович                | 100                       |
| Брой жители от мъжки пол към края на XIX век според Стефан Веркович | 312                       |
| Брой жители към 1900 година според Васил Кънчов                     | 773                       |

Някои от родовете в Кочан не са с местен произход, а са се заселили в селото през последните 100 – 150 години.
| Род        | Произход     | Забележки                                                  |
| ---------- | ------------ | ---------------------------------------------------------- |
| Бошнакови  | Босна        |                                                            |
| Даутеви    | Албания      |                                                            |
| Заимови    |              |                                                            |
| Киналиеви  | Кинали       | Преселници в Буйново, след което в Змеица и накрая в Кочан |
| Етрополски | Етро поле    |                                                            |
| Койнарови  | Кония        | Юруци от региона на град Кония в Анадола                   |
| Маджирски  | Манастирджик | Преселени през 1923 година                                 |

Тъй като в Кочан до средата на XX век се отглеждал коноп, от който се добивали кълчища с цел направата на аби и шаяци, кочанци са често наричани „кълчищаре“ от жителите на околните села.

### Диалект
Говоримият в Кочан диалект е по-близък до македонските диалекти, отколкото до родопските. За Кочанския говор е характерно заменянето на старобългарската ударена гласна „ѫ“ („ъ“) с „а“, като например думата „дъб“ на кочански се изговаря „даб“. Ударената старобългарска гласна „ѣ“ („я“) пред твърда сричка или твърда съгласна се променя на „е“ като например думата „бял“ се изговаря „бел“. Частицата за образуване на положителна форма за 1 лице, единствено число на бъдеще време е „ша“ вместо книжовното „ще“. Друга характерна особеност на кочанския диалект е изпускането на звука „х“ или в по-редки случаи трансформирането му във „ф“.

## Икономическа характеристика
В миналото основното препитание на кочанци е било скотовъдството, дърводобивът, пчеларството, текстилът и земеделието. Повечето големи семейства са имали големи стада овце и по-малко кози. Говедата не са били разпространени. През лятото овцете са пасли по високите планински склонове, където тревата не изсъхвала, а през зимата – в долината на река Места край село Борово (днешно Потами в Гърция). По-бедните хора, които не разполагали с големи стада, се прехранвали с кираджийство (керванджийство) – продавали местната продукция на пазарите в по-големите градове и особено в Драма. След Първата световна война границата с Гърция е затворена, което не позволява на пастирите да придвижват стадата си и на кираджиите да търгуват. Малко по-късно стадата са раздържавени и така единственото препитание на кочанци остава земеделието. Допреди това в селото се отглеждало единствено лен, коноп и малко царевица, жито, боб и други подобни култури. Ленът и конопът се използвали за направата на аби, шаяци и въобще за текстил от всякакво естество. Ценна суровина била и вълната на овцете, както и козината на козите.
С идването на тоталитаризма на всичко това е сложено край и тютюнът е наложен като основно препитание. През 80-те години започва и индустриализацията на селото – построени са заводи за слаботокови релета и за механични компоненти, които затварят врати окончателно през 1989 година.
След 1989 година в село Кочан се развива среден и предимно малък бизнес. В селото има обувни, текстилни и дърводелски цехове, малки и средно големи магазини, както и офиси и предприятия от сферата на услугите. В Кочан все още, макар и малко, част от хората се занимават със земеделие и животновъдство. Голяма част от населението емигрира в чужбина. Най-много кочанци има в Испания и САЩ. По-малко има в Италия, Великобритания, Португалия и Скандинавските държави. През лятото много хора отиват на сезонна работа в Гърция. Към януари 2009 година броят на емигрантите от Кочан надхвърля 700 души.

## Транспорт и комуникации
До шосе номер 197 от Гоце Делчев за Доспат от Кочан се стига по шосе номер 2367, което започва от село Ваклиново. Кочан отстои на около 4 km от разклона. Разстоянието до Гоце Делчев е около 35 km, а до Благоевград – около 140 km. София отстои на около 240 km.
През Кочан ежедневно минава автобусът Ваклиново – Гоце Делчев – Благоевград – София. През делничните дни пътува и автобус Ваклиново – Гоце Делчев – Благоевград. Има и автобус Ваклиново – Гоце Делчев, както и автобуси до съседните села Жижево и Ваклиново.
Селото е електрифицирано през 50-те години. По-късно се прокарва телефонна линия, изградена и е телефонна централа. След 1994 година в селото вече има кабелен оператор, а след 2003 година и Интернет-доставчик. Всичките четири мобилни оператори в България – Мобиком, МТел, Глобул и Вивател – имат покритие в селото, благодарение на трите радиорелейни кули в Кочан – две в местността „Кулата“ и една в местността „Брезовец“. Най-старата кула предава и телевизионните канали Канал 1, бТВ. и Евроком

## Обществени институции
През 1912 година Кочан попада в България. Създадено е кметство и е назначен кмет. Към Кочанска селищна система са включени селата Црънча, Бръщен, Ваклиново, Осина, Жижево и Фъргово. Със специален указ от цар Фердинанд на Кочанска селищна система е дадена гора. През 1978 година с преминаването към новата административна система селищните системи Кочан и Сатовча са слети в настоящата община Сатовча против желанието на хората и въпреки факта, че Кочан е по-голямо село. Причината за това е фактът, че пътят от Гоце Делчев до Доспат е прекаран през Сатовча, както и наличието на християни в Сатовча, като такива в Кочан липсват. През годините в Кочан са били установени следните институции:
- Кметство
- Болници[40]
  - Здравна служба
  - Ветеринарна амбулатория
  - Ветеринарна служба
- Аптеки[40]
  - Частна аптека
  - „Медика“
- Детски градини
  - Целодневна детска градина „Пролет“[41]
  - Детска ясла „Снежанка“
- Поща
- Джамия „Султан Баязид“
- Народно читалище „Просвета“[42]
  - Библиотека с фонд 8290
- Стадион[43]
- Пенсионерски клуб

### Училище
До началото на миналия век в Кочан е имало мектеб. През 1925 година е отворено първото българско училище. То се помещавало в малка постройка там, където допреди 1989 година се помещава кафенето, а днес дискотеката. През 50-те години училището в Кочан вече се посещава от ученици от селата Ваклиново, Жижево и Фъргово. След отварянето на гимназията в Гоце Делчев, първата гимназия в цяло Гоцеделчевско, СОУ „Христо Смирненски“, е открита в Кочан през 1973 година. От съседните села има наплив на ученици и затова е построен пансион, който да подслонява учащите от по-далечните села, като Црънча и Бръщен, които до 1988 година все още са в състава на община Сатовча. Първи учител и първи директор е Гаврил Ботев.

### Читалище
Читалището в село Кочан е създадено през 1938 година. Учредители са Гаврил Минчев Ботев от Казанлък, Кирил Пашов от Поибрене, Хюсни Имамов, Селим Дайлов и Феим Бошнаков от селото. Първият председател на читалищното настоятелство е главния учител, а по-късно и директор на училището Гаврил Ботев. Първоначално читалището се помещавало в сградата на стара мандра срещу кметството. В нея са съхранявани материалите и архива на читалището. Със собствени усилия е построена и малка сцена. Новозакупената литература – книги от град Гоце Делчев, се съхраняват в книжен куфар от секретаря-библиотекар по това време Мехмед Юсийнов Кастаманов.
В самото начало се създават театрална, а па-късно и самодейна група, в които активно се включват учителите, а така също и местни младежи и девойки. Започват представянето на пиеси, сценки и програми пред населението, гостуват и на гранични застави в селата Бръщен и Црънча. След първия секретар-библиотекар – Мехмед Юсейнов Кастаманов, работата се поема от учителката от село Сатовча Шинка Герчева Батаклиева. През 1962 г. в селото е построена и открита новата читалищна сграда, която е ремонтирана през 2007 година.
Фолклорната група към читалището постига големи успехи с участието си на местни, общински, регионални и национални събори, фестивали, празници и други. Съборите „Пирин пее“, фестивалите в Разлог, Благоевград, „Малешево пее и танцува“, в Неделино, общински празници в Сатовча, Хаджидимово, Гърмен, Доспат, Благоевград и Девин. Фолклорният ансамбъл участва и в международните фолклорни фестивали в Битоля и Истамбул през 1999 и 2000 година.
В читалището се помещава и селската библиотека, която към 2007 година има фонд 16 529 тома.

## СПОРТ

### Футбол
ФК „Кочан“ е създаден през пролетта на 1968 г., като в селото се провежда футболен турнир между предприятията, кметството, ТКЗС и училището. Председател на тогавашното физкултурно дружество е секретарят на кметството на с. Кочан (по това време община) Ален Поюков. Поради огромния интерес и наличието на таланти се поражда идеята за създаване на футболен клуб. Есента на същата година вече всичко е факт. Ален Поюков вече е председател на Футболен клуб „Червено знаме“ с. Кочан. Съществуват една А окръжна и две Б окръжни групи, а отбора на Червено знаме започва участието си в Б окръжна група по поречието на река Места. Така на 3 август 1968 г. е първата официална среща на ФК „Червено знаме“ като гост на „Канина“ с. Гърмен, където футболистите от с. Кочан побеждава с резултат 2:1. Авторът на първия гол за с. Кочан е Шакир Поюков, по това време учител а впоследствие и депутат от VI велико народно събрание. Първи капитан на отбора е Алексей Спахиев, който е неразделна част от клуба. В първия отбор личат имената на Крум Царев-Пирата (вратар) от Благоевград по това време учител в Кочан, Цено Тюфекчиев, Щариф Кеналиев, Красимир Маджирски, Зия Кумбаров, Ибрим Хаджиев, Адем Адемчаушев. Така за кратко време с добрите си изяви отбора намира място в А окръжна група
В „Червено знаме“ вече личат имената на Цено Лисичков, Георги Астарджиев, Любен Даскалов, Цанко Моллов, Сюлейман Адемов, което кара стадиона да се пълни дори и на тренировките. Треньор по това време е Сашо Касабов който е учител в местното училище. През 1980 г. се сформира А окръжна група в която имат право само общинските центрове, а Кочан не е вече община и заиграва в т.нар. АПК група. Като опитен отбор нямат проблеми със задачата си да бият своите противници, дори се стига до резултати 10:0, което кара Красимир Бошнаков да сформира още един тим при наличието на толкова много таланти. През 1986 г. след силни игри на тогавашния отбор с треньор Младен Кескинев се стига до повторно влизане в А окръжна група. В следващите години добре подбрания тим на Андрей Поюков и нападатели като Алексей Кутрев, Цанко Зехиров, Алеко Анев, Фидан Бельов с ниво на футболисти от класата на В групата кара отбори като Симитли, Разлог, Банско, Хаджидимово, Брежани, Елешница, Белица и ред други кандидати за В-групата да се препъват в с. Кочан.

## Културни и природни забележителности
Различните форми на планината, комбинирани с различните гори, нивите и ливадите формират прекрасни гледки и пейзажи. Цялата околност на селото е много живописна.
От по-високите места се виждат райони в Гърция и величествените гръцки планини Боздаг (Фалакро), Сминица (Меникио) и Черна гора (Мавро Вуно). Също могат да се видят планините Славянка, Пиринската планинска верига и части от Родопите.
Могат да се видят и няколко тракийски светилища. В землището на Кочан попадат два антични града: римския град в местността „Изток“ (41°37′14″ с. ш. 24°01′20″ и. д. / 41.620556° с. ш. 24.022222° и. д.) и праисторическото, антично и средновековно селище от третото хилядолетие пр.н.е. в местността „Заимова чука“ (41°35′00″ с. ш. 24°02′40″ и. д. / 41.583333° с. ш. 24.044444° и. д.). В непосредствена близост са и тракийските градове в местностите „Висока магилца“ (Тумбата) и „Орфеевото“ (близо до местността Дъбраш). Най-внушителната крепост е тази в поречието на Кочанска река под местността „Изток“ при римския град. Други по-големи тракийски селища е имало в местностите Кирмикя, Кравек, Дълбоки дол, Квачево, Луковица, Чинджово, Балева нива, Широка поляна, Ливадето, Висока магилца, Падибога, Селище, Кальовище, Редовна нива, Ушите и Рата. Надгробните могили и цистовите погребални камери в землището на Кочан могат да бъдат изброени с трицифрено число.
На десетина километра от Кочан се намира резерватът Конски дол, а на 19 km е резерватът Тъмната гора. Язовир Доспат се намира на 25 km от селото.
Други интересни места за посещения са кухата скала „Янина къща“, пещерите „Извора“, „Меча дупка“ и новооткритата пещера в местността „Изток“, Рата, „Фасулкува скала“ и скалните образования „Стенето“ в ждрелото на Кочанска река, „Трапезата“ и „Барутницата“.

## Личности
- Албен Кумбаров – борец – свободна борба. Европейски шампион от „Анкара '89“, бронзов медалист от световното в „Будапеща '85“, носител на златния пояс „Дан Колов“ за 1987 година;[47]
- Атанас Зехиров – футболист на ЦСКА, на младежкия национален отбор, а от 2012 година и на норвежкия Волеренга Фотбал;[48][49]
- Д-р Давид Караилиев – управител на Специализирана болница за активно лечение по нервни болести в град Монтана;
- Динко Кумбаров – Трикратен победител в телевизионното състезание „Минута е много“. Носител на приза „Любим учител в Пиринско“ за 2014 г. Първият кочанец пробягал Маратона в София – дистанция 42,195 км през 2007 и 2008 г.
- Веселин Давидов – старши експерт в Комисията по регионално развитие на XLI народно събрание,[50] след местните избори през 2011 година е народен представител от ГЕРБ в XLI народно събрание;[51]
- Загинали във Втората световна война:
  - Хамидхасан Алилов Учкунев;
  - Адем Яхия Адемчаушев;
  - Али Юсеинов Сакалиев;
  - Алибайрям Абдурахманов Хаджихасанов;
  - Благо Киров Петков
- Лазар Катучев – лекоатлет. Медалист при спринт на 60 метра; многократен златен медалист при бягане на 400 метра с препятствия;[52]
- Любомир Кумбаров – борец – свободна борба. Четирикратен златен медалист на национални турнири и първенства в България, възпитаник на школата на ЦСКА, НСА-Академик и колежа Колби в Мейн – САЩ;[53]
- Малин Орачев – футболист на Пирин, Нафтекс и Локомотив (Сф);Първи футболен треньор с лиценз ПРО
- Сали Пехливанов – четник от ВМРО[54] и кмет на Кочан;
- Д-р Съби Хаджиев – хирург и заместник-председател на лекарската колегия в Благоевград;
- Хюсни Еминов Имамов – народен представител в XXVI народно събрание от БРП(к) и в VI велико народно събрание;[55]
- Цанко Маджирски – художник и фолклорист;[56]
- Шакир Поюков – народен представител в VII велико народно събрание[57] от ДПС, учредител на ДПС в Пиринско и хореограф към читалището в Кочан;[58]
- Юсеин Мохаджиев – четник от ВМРО;[54]

## Фолклор
Кочан се намира в Родопите, както и в историко-географската област Македония. Във фолклорен план попада в македонската фолклорна област. В селото се пеят многобройни типично „кочански“ народни песни.
Някои по-известни кочански песни са „Мори Атиджейо“, „Дваш дойодах, джанъм ягне ле“, „Олеле майко, майчице“, „Руса въз роса вървеше“, „Първи момари“ и „А бре овчаро“. През 2009 година са издадени два албума с песни от село Кочан:
- „Бела съм, бела“ (2009) на Албена Поюкова;
- „Това е Кочан – 1“ (2009) на Мъжка група за автентичен фолклор с. Кочан и Женска група за автентичен фолклор СОУ „Христо Смирненски“;

## Редовни събития
- Седмичният пазар се провежда в центъра на селото всеки четвъртък.
- През 2004 г. беше възстановена традицията за провеждане на събор в местността „Ваклиновски ливади“.
- Празник на Кочан – 1 май, отбелязван на стадиона с футболни турнири и забави.[59]

## Други
В землището на село Кочан има изградени над 230 чешми, а край много от тях има беседки и барбекюта. Футболният отбор на Кочан е награден с наградата „Феър плей на България“ за футболен отбор с най-малко получени жълти картони през сезон 2007/08.

### Кухня
Най-известното и типично кочанско ястие е „Кочанския качамак“.

### За Кочан
- Искренов, Андон. Кочан.   София, Културно-просветен център „Васил Априлов“, 1995. ISBN 954-8528-03-7.
- Христов, Р. Кочан //  Родопи 11.   1970. ISSN 0861-1327. с. 4 – 7.
- Гергова, Диана и др. Археологически проучвания край Кочан и Сатовча //  Родопи 6.   1975. ISSN 0861-1327. с. 38 – 39.
- Примовски, Анастас. Бит и култура на родопските българи //  СБНУ 14.   1973.
- Поликар, Сами. 70 години училище в село Кочан //  Свободен народ (22).   1 – 7 юни 1995. ISSN 0861-1068.
- Мельов, Антон. Извори и предания за миналото на с. Кочан //  Пиринско дело (114).   17 май 1973.
- Докузов, Иван. Срещи и разговори в обновения Кочан //  Пиринско дело (16).   22 януари 1972.
- Колев, Симеон. Новите измерения на Кочанска община //  Пиринско дело (295).   18 декември 1973.

### От Кочан
- Искренов, Андон. Кочан.   София, Културно-просветен център „Васил Априлов“, 1995. ISBN 954-8528-03-7.
- Кацарова, Анелия. Родопски звънчета.   Благоевград, БОН, 2004. ISBN 954-8118-29-7.

### Емиграция
- 300 селяни станаха американци Архив на оригинала от 2016-03-05 в Wayback Machine.
- Село се изнесе на гурбет в Гърция Архив на оригинала от 2017-09-05 в Wayback Machine.
- Родиш ли се в Кочан, си готов американец Архив на оригинала от 2016-03-06 в Wayback Machine.
- В Кочан всеки трети е със зелена карта Архив на оригинала от 2016-03-05 в Wayback Machine.
- US село изникна в Родопите
- Американската мечта на Кочан
- Село Кочан, щата Пенсилвания
- Всички в село Кочан са американци Архив на оригинала от 2008-03-29 в Wayback Machine.
- Зелена карта Архив на оригинала от 2009-03-22 в Wayback Machine. – филм за емиграцията от Кочан към САЩ
- Selian, Edouard (2009). The Pomaks: an Islamized People of Europe. (Селян, Едуард. Помаците: един ислямизиран народ на Европа).